# (6672) Corot
(6672) Corot – planetoida z grupy pasa głównego asteroid okrążająca Słońce w ciągu 3 lat i 273 dni w średniej odległości 2,41 j.a. Została odkryta 24 marca 1971 roku przez Cornelisa van Houten, Ingrid van Houten-Groeneveld i Toma Gehrelsa. Przed nadaniem nazwy planetoida nosiła oznaczenie tymczasowe (6672) 1213 T-1.